# Стефан Косача
Стефан Вукшич Косача (на босненски: Стефан Вукчић Косача, Stefan Vukčić Kosača; 1404 – 22 май 1466 г.) е босненски благородник от рода Косача, велик херцог на Босна и херцог на Свети Сава. Именно титлата на Стефан „херцог на Свети Сава“ затвърждава името на османския санджак на Херцеговина, създаден след 1482 година, когато владението на семейство Косача попада под османско владичество и е част от Босненския еялет. Името остава оттогава и се използва за съвременния южен регион на Босна и Херцеговина.
Той е син на Вукац Косача, брат на великия войвода Сандал Косача. Разширява семейното си владение в годините 1441 – 1443 с Омиш, Полиц, Требине, Клобук. През тези три години, както и през следващата 1444 г., използвайки заетостта на деспот Георги с похода на Ян Хуниади и Владислав Варненчик през българските земи с цел изгонването на османците от Балканите и снемане на претенциите към Константинопол, Стефан Косача завзема и част от владенията в Зета на деспота. Стефан Косача превзема Подгорица с крепостите Медун и Соко, както и Бар на адриатическото крайбрежие. Застрашен от зетския владетел Стефан Църноевич, който му отнема Бар и Омиш, Косача влиза в съюз с босненския крал Стефан Томаш. В знак на постигнатия съюз Стефан Томаш се жени за дъщерята на Косача – Катарина Косача (1446), който династичен акт се счита до днес за символичното обединение на Босна и Херцеговина.
На 15 февруари 1444 г. Стефан Косача сключва договор с Алфонсо V, крал на Арагон и Неапол, по силата на който се признава за негов васал и в замяна получава помощта на краля срещу своите врагове – босненския крал Стефан Томаш, войводата Иваниш Павлович и Венецианската република. С този договор Стефан се задължава да плаща редовна годишна васална вноска към Алфонсо вместо към османския султан, както било до онзи момент.

## Семейство
Стефан Косача има три брака. През 1424 г. се жени за Елена Балшич, дъщеря на Балша III, и от нея има три деца:
- Катарина Косача, омъжена за краля на Босна Стефан Томаш, погребана в Санта Мария ин Арачели, а на 25 ноември 1478 г. е канонизирана от Римската католическа църква
- Владислав Херцегович (1427 – 1489), херцог на Свети Сава.
- Владко Херцегович (1426 – 1489), херцог на Свети Сава.

След като Елена Балшич умира през 1453 г., Стефан Косача се оженва отново през 1455 за Барбара (починала в 1459) и за Сесилия през 1460 г. Той има още един син, за който не е сигурно дали е от Барбара или Сесилия:
- Ахмед паша Херсекли (1459 – 1517), с християнско име Стефан Херцегович. Той е взет за заложник от султан Мехмед II и приема исляма[5]. Пет пъти е велик везир и през 1481 г. се жени за Хунди-хатун, дъщеря на Баязид II.